# Davidius miaotaiziensis
Davidius miaotaiziensis – gatunek ważki z rodziny gadziogłówkowatych (Gomphidae). Występuje w Chinach; miejsce typowe to Miaotaizi w prowincji Shaanxi.